# جيلبرتو (لاعب كرة قدم مواليد 2001)
ديفي ميغيل فييرا (من مواليد 10 مارس 2001)، المعروف باسم جيلبرتو ، هو لاعب كرة قدم أنغولي محترف يلعب كجناح لبيترو دي لواندا والمنتخب الأنغولي .

## مسيرته المهنية
بدأ جيلبرتو مسيرته المهنية مع فريق الدرجة الثالثة الأنجولي ريال سامبيلا في عام 2019، وبعد فترة وجيزة انتقل إلى جيرابولا مع ليبولو في عام 2020  في 27 يونيو 2022، انتقل إلى بترو دي لواندا بعقد مدته ثلاث سنوات.  لقد ساعد بترو دي لواندا في الفوز بلقب جيرابولا 2022–23 وكأس أنجولا 2022–23 في موسم ظهوره الأول. 

## دولياً
تم استدعاء جيلبرتو لأول مرة إلى منتخب أنغولا للعب في بطولة أمم إفريقيا للمحليين 2022 .  تم استدعاؤه للمنتخب الوطني للمشاركة في كأس الأمم الأفريقية 2023 . 

## الإنجازات
بترو إتليتيكو
- جيرابولا : 2022–23
- كأس أنغولا : 2022–23

## روابط خارجية
- جيلبرتو  على سكروي
- جيلبرتو على فرق كرة القدم الوطنية.كوم